# Chyliza pumila
Chyliza pumila är en tvåvingeart som beskrevs av Macquart 1835. Chyliza pumila ingår i släktet Chyliza och familjen rotflugor.
Artens utbredningsområde är Frankrike. Inga underarter finns listade i Catalogue of Life.